# 馬之驪
馬之驪（？年—？年），字君黃，直隸雄縣（今河北省雄縣）人。明末清初政治人物。

## 生平
崇禎九年（1636年），馬之驪中式丙子科順天鄉試第一名舉人（解元）。崇禎十一年（1638年），吏科給事中陳啟新上奏稱馬之驪「文體荒謬」，主考黃景昉反劾吏科並無衡文之權，啟新更非知文之士，卻擅自批評，厚顏無恥。然而，崇禎帝仍罰停馬之驪會試資格。
明亡，馬之驪仕清。授山西河津縣知縣，行取刑部主事，升刑部郎中，出為臨江府知府，卒於官，貧不能殮。

## 家族
曾祖馬文學，嘉靖進士。